# Scelio pembertoni
Scelio pembertoni är en stekelart som beskrevs av Timberlake 1932. Scelio pembertoni ingår i släktet Scelio och familjen Scelionidae. Inga underarter finns listade i Catalogue of Life.